# Eduard Reisert

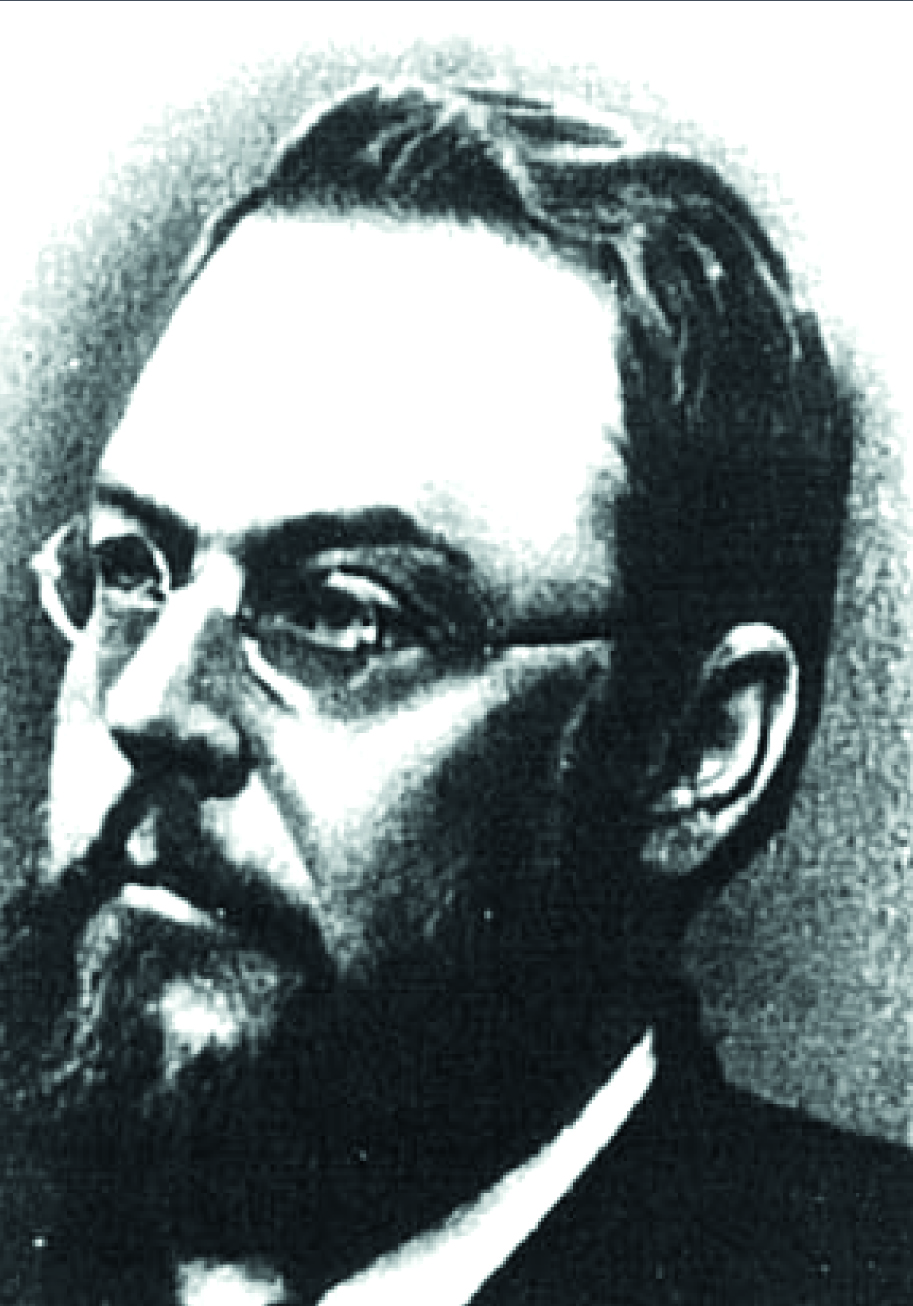
Eduard Reisert (1847–1914)

Eduard Reisert (* 16. Februar 1847 in Alzenau; † 20. Januar 1914 in Köln) war ein deutscher Ingenieur und Industrieller.

## Leben

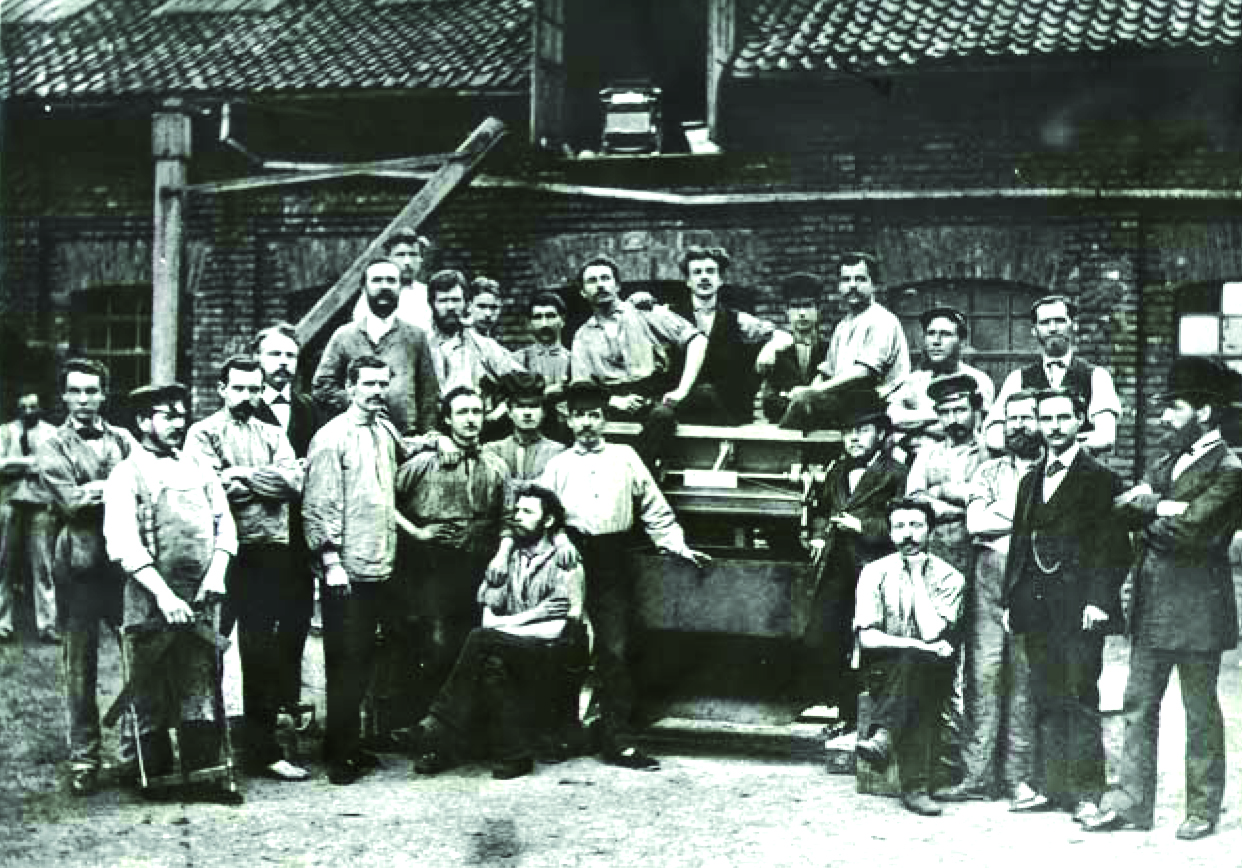
Foto der Belegschaft der Maschinenfabrik C. Reuther & Reisert 1882. Rechts an der Waage Eduard Reisert, ganz rechts Carl Reuther

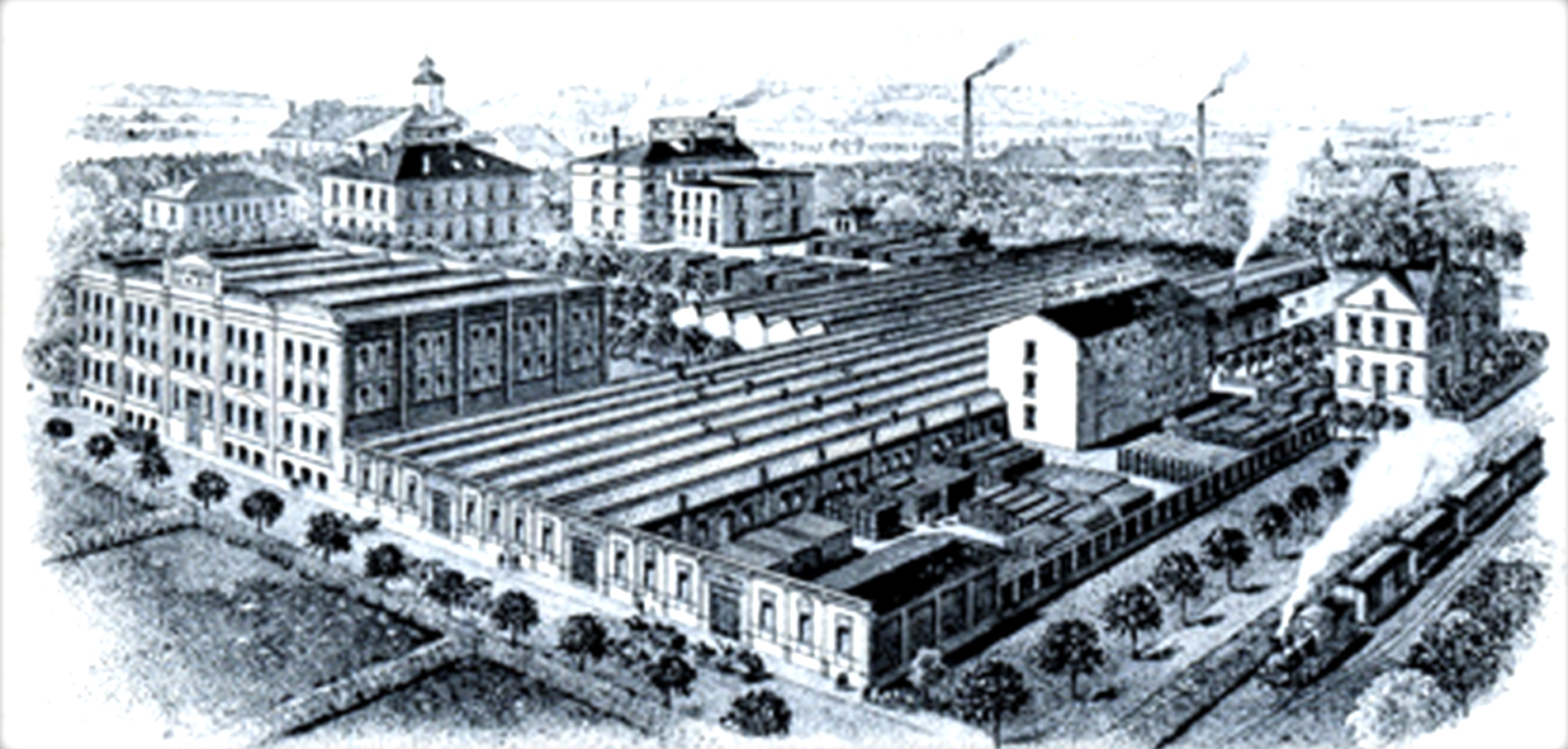
Klio Werk um 1915

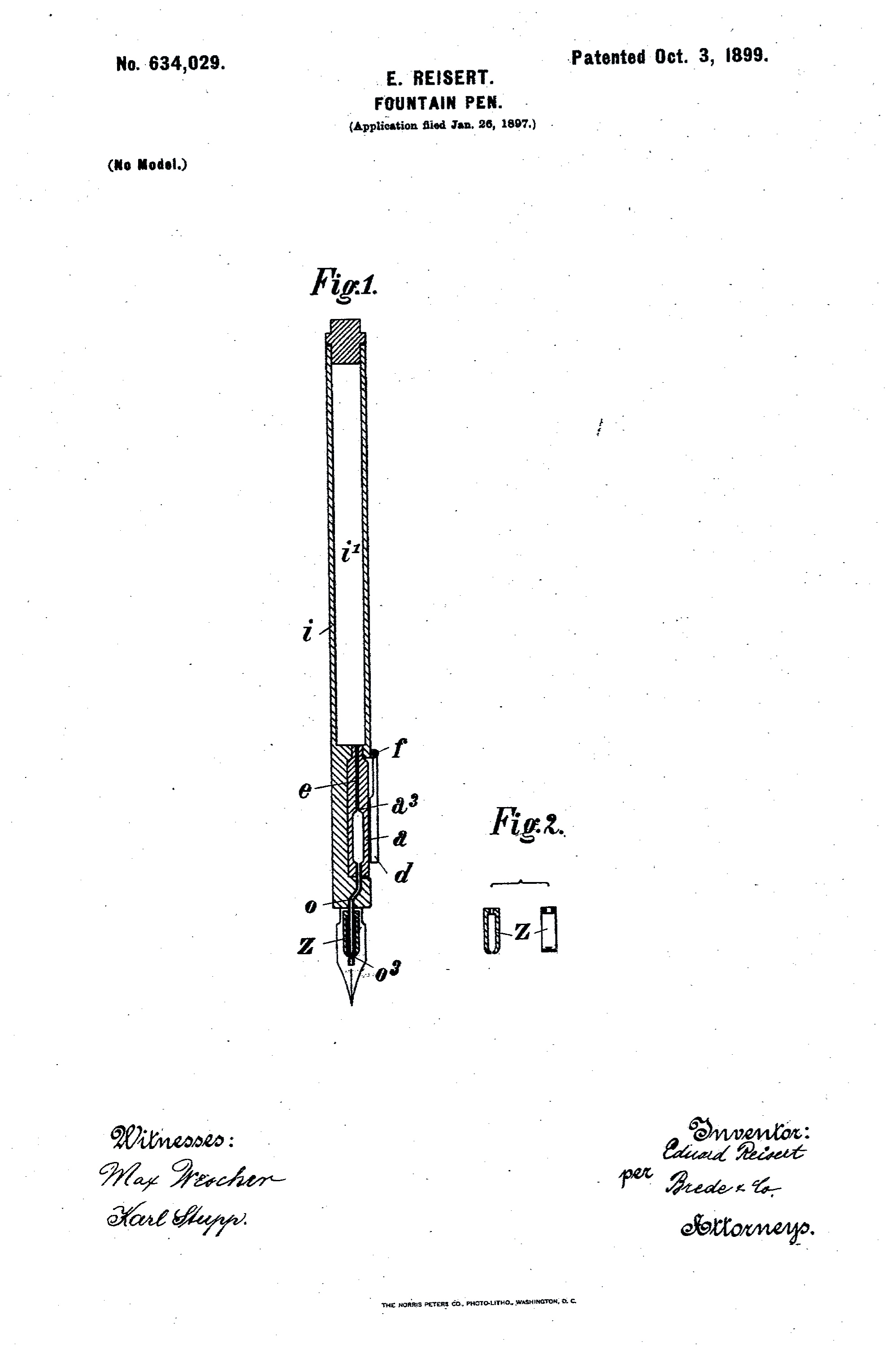
Patentschrift No 634 029
Eduard Reisert, 3. Oktober 1899

Eduard Reisert wurde am 16. Februar 1847 im unterfränkischen Alzenau geboren. Nach dem Besuch von Fortbildungsschulen in
Aschaffenburg und Würzburg erhielt er im Jahr 1866 eine Anstellung als Ingenieur in Augsburg. Von dort zog Eduard Reisert
nach Köln, wo er 1876 mit dem Fabrikanten Munnem die Maschinenfabrik Munnem & Reisert gründete. 1877 entwickelte er dort mit der Nr. 66 ein erstes waageähnliches Durchsatzmessgerät und meldete es zum Patent an. Nachdem er den Industriellen Carl Reuther aus Hennef kennengelernt hatte, gründeten beide dort am 1. Juli 1881 die Hennefer Maschinenfabrik C. Reuther & Reisert (später Chronos-Werke). Das erste Fabrikgebäude wurden noch im gleichen Jahr zwischen der Frankfurter Straße und der Sieg unweit des Bahnhofes errichtet. In der Folgezeit entwickelte man dort gemeinsam die erste eichfähige, automatische Waage der Welt und erhielt im Dezember 1882 dafür den Patentschutz. Am 12. April 1883 erteilte das Kaiserliche Normal Aichungs Commission zudem die Zulassung als Wertmesser für die sogenannte Chronos-Waage, die in den Folgejahren weltbekannt wurde. Um einen von ihm 1899 patentierten, tropfsicheren Füllfederhalter zu produzieren, gründete er im Jahr 1900 gegenüber der Chronos Werke, an der Hennefer Lindenstraße, die Fabrik für Gebrauchsgegenstände GmbH (Klio-Werk) und erbaute 1912 auf dem Firmengelände ein neues Werk nebst Fabrikantenvilla. Ab 1907 wurden in Anzeigen und Katalogen bereits 100 verschiedene Füllfederhalter angeboten, darunter auch die Patent Füllfeder Klio basierend auf dem Patent von 1899, der Füller Bonitas sowie der Patent-Sicherheits-Goldfüllfederhalter Regina. Die Klio-Werke waren einer der erste Hersteller von Füllfederhaltern in Deutschland. Eduard Reisert starb 1914 in Köln als Kommerzienrat. Er gehörte dem Verein Deutscher Ingenieure (VDI) und dem Kölner Bezirksverein des VDI an.

## Würdigung
Sein Wirken ist heute bedeutender Teil der Industriegeschichte von Hennef an der Sieg und Teil des touristischen Stadtmarketings.
Historische Spuren:
- Die von ihm 1912 im Jugendstil erbauten Klio-Werke nebst seinem Wohnhaus in der Frankfurter Straße wurden 1984 abgerissen und bilden heute den Marktplatz.[3]
- Die von ihm miterbauten Chronos-Werke stehen heute teilweise unter Denkmalschutz und sind Teil des Quartier Chronos.[5][6]
- Die von ihm entwickelten Füller sowie Werbung ab 1907 finden sich heute bei Sammlern und in Archiven.[7][8]
- Die von ihm mitentwickelte Chronos Waage wird heute als Welterfindung aus Hennef in der Dauerausstellung Gewichte, Waagen und Wägen im Wandel der Zeit und im Hennefer Waagen-Wanderweg gewürdigt.[9]
- In Hennef gibt es heute die nach ihm benannte Reisertstraße.